# Grand Prix automobile de Sonoma 2003
Navigation
Édition précédente Édition suivante
Le Grand Prix de Sonoma 2003, disputé sur le 27 juillet 2003 sur le circuit de Sonoma est la troisième manche de American Le Mans Series 2003.

## Course

### Classement de la course
Classement final de la course (vainqueurs de catégorie en gras),, :
| Pos.   | Catégorie | N° | Écurie                                     | Pilotes                                  | Châssis                     | Pneus | Tours/Abandon |
| Pos.   | Catégorie | N° | Écurie                                     | Pilotes                                  | Moteur                      | Pneus | Tours/Abandon |
| ------ | --------- | -- | ------------------------------------------ | ---------------------------------------- | --------------------------- | ----- | ------------- |
| 1      | LMP675    | 16 | Dyson Racing                               | Butch Leitzinger James Weaver            | MG-Lola EX257               | G     | 102           |
| 1      | LMP675    | 16 | Dyson Racing                               | Butch Leitzinger James Weaver            | MG (AER) XP20 2.0L Turbo I4 | G     | 102           |
| 2      | LMP900    | 1  | Infineon Team Joest                        | Marco Werner Frank Biela                 | Audi R8                     | M     | 102           |
| 2      | LMP900    | 1  | Infineon Team Joest                        | Marco Werner Frank Biela                 | Audi 3.6L Turbo V8          | M     | 102           |
| 3      | LMP900    | 38 | ADT Champion Racing                        | Johnny Herbert JJ Lehto                  | Audi R8                     | M     | 102           |
| 3      | LMP900    | 38 | ADT Champion Racing                        | Johnny Herbert JJ Lehto                  | Audi 3.6L Turbo V8          | M     | 102           |
| 4      | LMP900    | 27 | Doran Lista Racing                         | Didier Theys Bill Auberlen               | Dallara SP1                 | M     | 102           |
| 4      | LMP900    | 27 | Doran Lista Racing                         | Didier Theys Bill Auberlen               | Judd GV5 5.0L V10           | M     | 102           |
| 5      | LMP900    | 10 | JML Team Panoz                             | Olivier Beretta Gunnar Jeannette         | Panoz LMP01 Evo             | M     | 101           |
| 5      | LMP900    | 10 | JML Team Panoz                             | Olivier Beretta Gunnar Jeannette         | Élan 6L8 6.0L V8            | M     | 101           |
| 6      | LMP900    | 11 | JML Team Panoz                             | Benjamin Leuenberger David Saelens       | Panoz LMP01 Evo             | M     | 101           |
| 6      | LMP900    | 11 | JML Team Panoz                             | Benjamin Leuenberger David Saelens       | Élan 6L8 6.0L V8            | M     | 101           |
| 7      | LMP675    | 20 | Dyson Racing                               | Chris Dyson Andy Wallace                 | MG-Lola EX257               | G     | 100           |
| 7      | LMP675    | 20 | Dyson Racing                               | Chris Dyson Andy Wallace                 | MG (AER) XP20 2.0L Turbo I4 | G     | 100           |
| 8      | GTS       | 3  | Corvette Racing                            | Ron Fellows Johnny O'Connell             | Chevrolet Corvette C5-R     | G     | 97            |
| 8      | GTS       | 3  | Corvette Racing                            | Ron Fellows Johnny O'Connell             | Chevrolet LS7-R 7.0L V8     | G     | 97            |
| 9      | GTS       | 4  | Corvette Racing                            | Kelly Collins Oliver Gavin               | Chevrolet Corvette C5-R     | G     | 97            |
| 9      | GTS       | 4  | Corvette Racing                            | Kelly Collins Oliver Gavin               | Chevrolet LS7-R 7.0L V8     | G     | 97            |
| 10     | GTS       | 80 | Prodrive                                   | David Brabham Jan Magnussen              | Ferrari 550-GTS Maranello   | M     | 96            |
| 10     | GTS       | 80 | Prodrive                                   | David Brabham Jan Magnussen              | Ferrari 5.9L V12            | M     | 96            |
| 11     | LMP900    | 30 | Intersport Racing                          | Clint Field Rick Sutherland              | Lola B2K/10B                | G     | 94            |
| 11     | LMP900    | 30 | Intersport Racing                          | Clint Field Rick Sutherland              | Judd GV4 4.0L V10           | G     | 94            |
| 12     | GTS       | 88 | Prodrive                                   | Tomáš Enge Peter Kox                     | Ferrari 550-GTS Maranello   | M     | 94            |
| 12     | GTS       | 88 | Prodrive                                   | Tomáš Enge Peter Kox                     | Ferrari 5.9L V12            | M     | 94            |
| 13     | GT        | 23 | Alex Job Racing                            | Lucas Luhr Sascha Maassen                | Porsche 911 GT3-RS          | M     | 93            |
| 13     | GT        | 23 | Alex Job Racing                            | Lucas Luhr Sascha Maassen                | Porsche 3.6L Flat-6         | M     | 93            |
| 14     | GT        | 24 | Alex Job Racing                            | Jörg Bergmeister Timo Bernhard           | Porsche 911 GT3-RS          | M     | 93            |
| 14     | GT        | 24 | Alex Job Racing                            | Jörg Bergmeister Timo Bernhard           | Porsche 3.6L Flat-6         | M     | 93            |
| 15     | GT        | 35 | Risi Competizione                          | Anthony Lazzaro Ralf Kelleners           | Ferrari 360 Modena GTC      | M     | 93            |
| 15     | GT        | 35 | Risi Competizione                          | Anthony Lazzaro Ralf Kelleners           | Ferrari 3.6L V8             | M     | 93            |
| 16     | GT        | 66 | The Racer's Group                          | Kevin Buckler Cort Wagner                | Porsche 911 GT3-RS          | M     | 93            |
| 16     | GT        | 66 | The Racer's Group                          | Kevin Buckler Cort Wagner                | Porsche 3.6L Flat-6         | M     | 93            |
| 17     | GT        | 31 | Petersen Motorsport White Lightning Racing | Craig Stanton Johnny Mowlem              | Porsche 911 GT3-RS          | M     | 92            |
| 17     | GT        | 31 | Petersen Motorsport White Lightning Racing | Craig Stanton Johnny Mowlem              | Porsche 3.6L Flat-6         | M     | 92            |
| 18     | LMP675    | 18 | Essex Racing                               | David McEntee Jason Workman              | Lola B2K/40                 | P     | 92            |
| 18     | LMP675    | 18 | Essex Racing                               | David McEntee Jason Workman              | Nissan (AER) VQL 3.0L V6    | P     | 92            |
| 19     | GT        | 79 | J3 Racing                                  | David Murry Justin Jackson               | Porsche 911 GT3-RS          | M     | 91            |
| 19     | GT        | 79 | J3 Racing                                  | David Murry Justin Jackson               | Porsche 3.6L Flat-6         | M     | 91            |
| 20     | GT        | 43 | Orbit Racing                               | Leo Hindery Peter Baron                  | Porsche 911 GT3-RS          | M     | 91            |
| 20     | GT        | 43 | Orbit Racing                               | Leo Hindery Peter Baron                  | Porsche 3.6L Flat-6         | M     | 91            |
| 21     | GT        | 67 | The Racer's Group                          | Michael Schrom Pierre Ehret              | Porsche 911 GT3-RS          | M     | 90            |
| 21     | GT        | 67 | The Racer's Group                          | Michael Schrom Pierre Ehret              | Porsche 3.6L Flat-6         | M     | 90            |
| 22     | GTS       | 0  | Team Olive Garden                          | Emanuele Naspetti Mimmo Schiattarella    | Ferrari 550 Maranello       | P     | 90            |
| 22     | GTS       | 0  | Team Olive Garden                          | Emanuele Naspetti Mimmo Schiattarella    | Ferrari 6.0L V12            | P     | 90            |
| 23     | GT        | 42 | Orbit Racing                               | Joe Policastro Joe Policastro, Jr.       | Porsche 911 GT3-RS          | M     | 89            |
| 23     | GT        | 42 | Orbit Racing                               | Joe Policastro Joe Policastro, Jr.       | Porsche 3.6L Flat-6         | M     | 89            |
| 24     | GT        | 89 | Inline Cunningham Racing                   | Oswaldo Negri Jr. Scott Bader            | Porsche 911 GT3-RS          | Y     | 87            |
| 24     | GT        | 89 | Inline Cunningham Racing                   | Oswaldo Negri Jr. Scott Bader            | Porsche 3.6L Flat-6         | Y     | 87            |
| 25     | GT        | 28 | JMB Racing USA                             | Stéphane Grégoire Eliseo Salazar         | Ferrari 360 Modena GTC      | P     | 87            |
| 25     | GT        | 28 | JMB Racing USA                             | Stéphane Grégoire Eliseo Salazar         | Ferrari 3.6L V8             | P     | 87            |
| 26     | GT        | 61 | P.K. Sport                                 | Keith Alexander Vic Rice                 | Porsche 911 GT3-R           | P     | 87            |
| 26     | GT        | 61 | P.K. Sport                                 | Keith Alexander Vic Rice                 | Porsche 3.6L Flat-6         | P     | 87            |
| 27     | GT        | 63 | ACEMCO Motorsports                         | Terry Borcheller Shane Lewis             | Ferrari 360 Modena GTC      | Y     | 87            |
| 27     | GT        | 63 | ACEMCO Motorsports                         | Terry Borcheller Shane Lewis             | Ferrari 3.6L V8             | Y     | 87            |
| 28     | GT        | 68 | The Racer's Group                          | Marc Bunting Chris Gleason               | Porsche 911 GT3-RS          | M     | 81            |
| 28     | GT        | 68 | The Racer's Group                          | Marc Bunting Chris Gleason               | Porsche 3.6L Flat-6         | M     | 81            |
| 29 DNF | GT        | 60 | P.K. Sport                                 | Robin Liddell Alex Davison               | Porsche 911 GT3-RS          | P     | 72            |
| 29 DNF | GT        | 60 | P.K. Sport                                 | Robin Liddell Alex Davison               | Porsche 3.6L Flat-6         | P     | 72            |
| 30 DNF | GTS       | 71 | Carsport America                           | Aaron Povoledo Jean-Philippe Belloc      | Dodge Viper GTS-R           | P     | 71            |
| 30 DNF | GTS       | 71 | Carsport America                           | Aaron Povoledo Jean-Philippe Belloc      | Dodge 8.0L V10              | P     | 71            |
| 31 DNF | LMP900    | 12 | American Spirit Racing                     | Michael Lewis Tomy Drissi                | Riley & Scott Mk III C      | D     | 45            |
| 31 DNF | LMP900    | 12 | American Spirit Racing                     | Michael Lewis Tomy Drissi                | Lincoln (Élan) 5.0L V8      | D     | 45            |
| 32 DNF | GT        | 33 | ZIP Racing                                 | Andy Lally Spencer Pumpelly              | Porsche 911 GT3-RS          | D     | 44            |
| 32 DNF | GT        | 33 | ZIP Racing                                 | Andy Lally Spencer Pumpelly              | Porsche 3.6L Flat-6         | D     | 44            |
| 33 DNF | GT        | 29 | JMB Racing USA                             | Andrea Garbagnati Ludovico Manfredi      | Ferrari 360 Modena GTC      | P     | 31            |
| 33 DNF | GT        | 29 | JMB Racing USA                             | Andrea Garbagnati Ludovico Manfredi      | Ferrari 3.6L V8             | P     | 31            |
| 34 DNF | GT        | 03 | Hyper Sport                                | Joe Foster Brad Nyberg Rick Skelton      | Panoz Esperante GT-LM       | P     | 28            |
| 34 DNF | GT        | 03 | Hyper Sport                                | Joe Foster Brad Nyberg Rick Skelton      | Élan 5.0L V8                | P     | 28            |
| 35 DNF | LMP675    | 56 | Team Bucknum Racing                        | Jeff Bucknum Bryan Willman Chris McMurry | Pilbeam MP91                | D     | 24            |
| 35 DNF | LMP675    | 56 | Team Bucknum Racing                        | Jeff Bucknum Bryan Willman Chris McMurry | Willman (JPX) 3.4L V6       | D     | 24            |
| DNS    | LMP675    | 37 | Intersport Racing                          | Jon Field Duncan Dayton                  | MG-Lola EX257               | G     | -             |
| DNS    | LMP675    | 37 | Intersport Racing                          | Jon Field Duncan Dayton                  | MG (AER) XP20 2.0L Turbo I4 | G     | -             |